# فوستر بروكس
فوستر بروكس (بالإنجليزية: Foster Brooks)‏ هو ممثل أمريكي، ولد في 11 مايو 1912 في الولايات المتحدة، وتوفي بنفس المكان في 20 ديسمبر 2001.

## وصلات خارجية
- فوستر بروكس على موقع IMDb (الإنجليزية)
- فوستر بروكس على موقع ألو سيني (الفرنسية)
- فوستر بروكس على موقع ميوزك برينز (الإنجليزية)
- فوستر بروكس على موقع أول موفي (الإنجليزية)
- فوستر بروكس على موقع قاعدة بيانات الأفلام السويدية (السويدية)
- فوستر بروكس على موقع إن إن دي بي (الإنجليزية)
- فوستر بروكس على موقع ديسكوغز (الإنجليزية)
- فوستر بروكس على موقع قاعدة بيانات الفيلم (الإنجليزية)
- فوستر بروكس على موقع كينوبويسك (الروسية)